# Монте Сан Ђакомо
Монте Сан Ђакомо (итал. Monte San Giacomo) је насеље у Италији у округу Салерно, региону Кампанија.
Према процени из 2011. у насељу је живело 1606 становника. Насеље се налази на надморској висини од 652 м.

## Становништво
| 1931. | 1936. | 1951. | 1961. | 1971. | 1981. | 1991. | 2001. | 2011. |
| ----- | ----- | ----- | ----- | ----- | ----- | ----- | ----- | ----- |
| 2.210 | 2.195 | 2.448 | 2.270 | 2.205 | 2.142 | 2.050 | 1.682 | 1.630 |